# Toulon-sur-Allier
Toulon-sur-Allier é uma comuna francesa na região administrativa de Auvérnia-Ródano-Alpes, no departamento Allier. Estende-se por uma área de 38,45 km². Em 2010 a comuna tinha 1 157 habitantes (densidade: 30,1 hab./km²).